# Dinozé
Dinozé és un municipi francès, situat al departament dels Vosges i a la regió del Gran Est. L'any 2007 tenia 486 habitants.

## Demografia

### Població
El 2007 la població de fet de Dinozé era de 486 persones. Hi havia 188 famílies, de les quals 36 eren unipersonals (16 homes vivint sols i 20 dones vivint soles), 76 parelles sense fills, 64 parelles amb fills i 12 famílies monoparentals amb fills.
La població ha evolucionat segons el següent gràfic:
Habitants censats

### Habitatges
El 2007 hi havia 212 habitatges, 193 eren l'habitatge principal de la família, 5 eren segones residències i 14 estaven desocupats. 184 eren cases i 28 eren apartaments. Dels 193 habitatges principals, 157 estaven ocupats pels seus propietaris, 33 estaven llogats i ocupats pels llogaters i 3 estaven cedits a títol gratuït; 9 tenien dues cambres, 19 en tenien tres, 48 en tenien quatre i 118 en tenien cinc o més. 158 habitatges disposaven pel capbaix d'una plaça de pàrquing. A 96 habitatges hi havia un automòbil i a 85 n'hi havia dos o més.

### Piràmide de població
La piràmide de població per edats i sexe el 2009 era:
| Homes | Edats   | Dones |
| ----- | ------- | ----- |
| 0     | 95 o +  | 0     |
| 0     | 90 a 94 | 0     |
| 0     | 85 a 89 | 0     |
| 4     | 80 a 84 | 12    |
| 4     | 75 a 79 | 16    |
| 8     | 70 a 74 | 4     |
| 8     | 65 a 69 | 16    |
| 12    | 60 a 64 | 4     |
| 32    | 55 a 59 | 12    |
| 20    | 50 a 54 | 12    |
| 16    | 45 a 49 | 24    |
| 24    | 40 a 44 | 36    |
| 12    | 35 a 39 | 8     |
| 8     | 30 a 34 | 12    |
| 4     | 25 a 29 | 8     |
| 24    | 20 a 24 | 24    |
| 20    | 15 a 19 | 4     |
| 24    | 10 a 14 | 12    |
| 20    | 5 a 9   | 4     |
| 16    | 0 a 4   | 4     |

## Economia
El 2007 la població en edat de treballar era de 321 persones, 226 eren actives i 95 eren inactives. De les 226 persones actives 217 estaven ocupades (109 homes i 108 dones) i 9 estaven aturades (9 dones i 9 dones). De les 95 persones inactives 49 estaven jubilades, 22 estaven estudiant i 24 estaven classificades com a «altres inactius».

### Ingressos
El 2009 a Dinozé hi havia 209 unitats fiscals que integraven 520 persones, la mediana anual d'ingressos fiscals per persona era de 20.269 €.

### Activitats econòmiques
Dels 22 establiments que hi havia el 2007, 5 eren d'empreses de fabricació d'altres productes industrials, 6 d'empreses de construcció, 3 d'empreses de comerç i reparació d'automòbils, 2 d'empreses de transport, 1 d'una empresa d'hostatgeria i restauració, 1 d'una empresa financera, 3 d'empreses de serveis i 1 d'una empresa classificada com a «altres activitats de serveis».
Dels 9 establiments de servei als particulars que hi havia el 2009, 1 era una oficina de correu, 2 paletes, 3 guixaires pintors, 1 electricista, 1 agència de treball temporal i 1 restaurant.

## Equipaments sanitaris i escolars
El 2009 hi havia una escola elemental.

## Poblacions més properes
El següent diagrama mostra les poblacions més properes.